# Rotburgenland

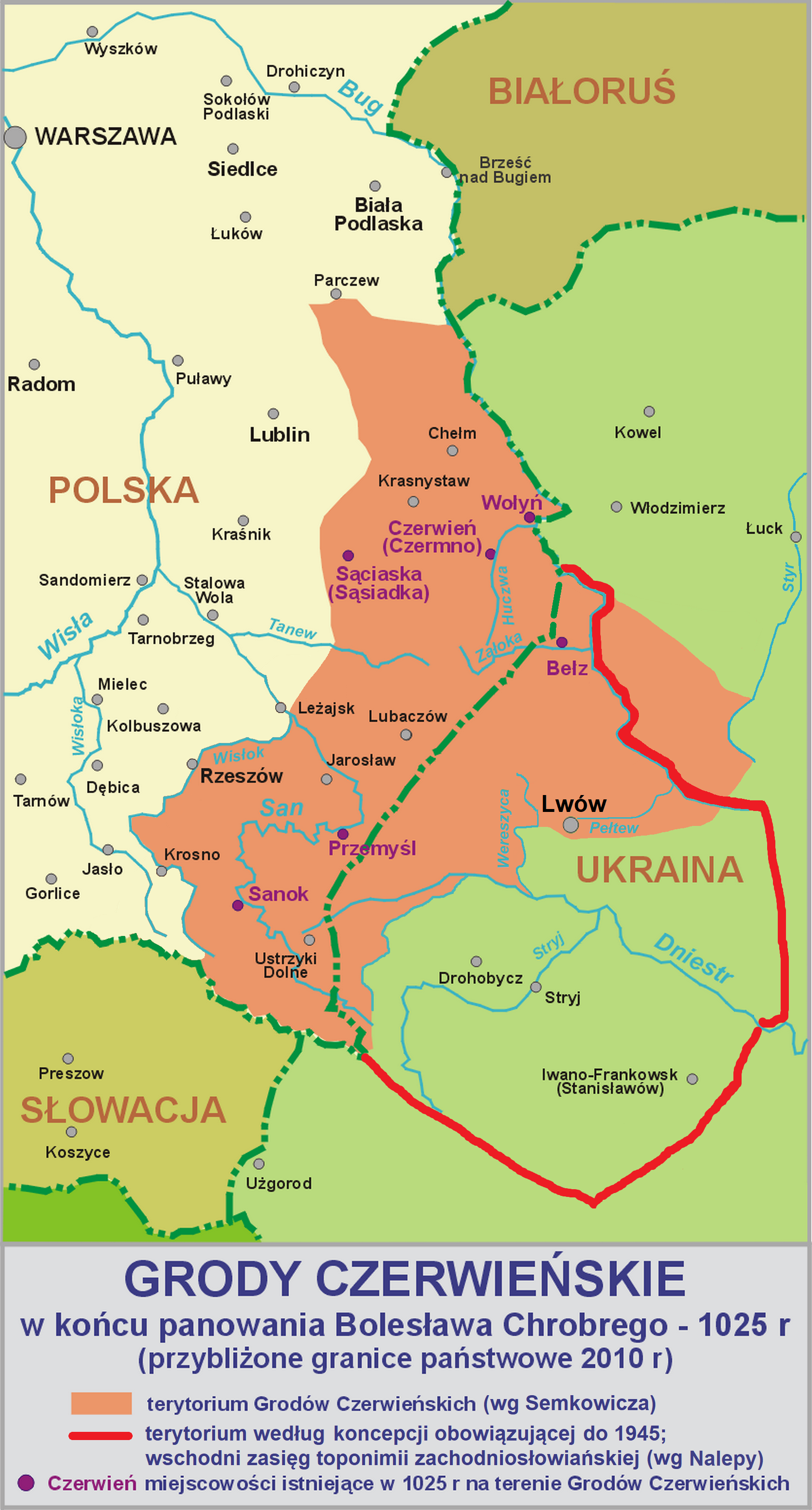
Mögliche Ausdehnung des Tscherwener Burgenlandes

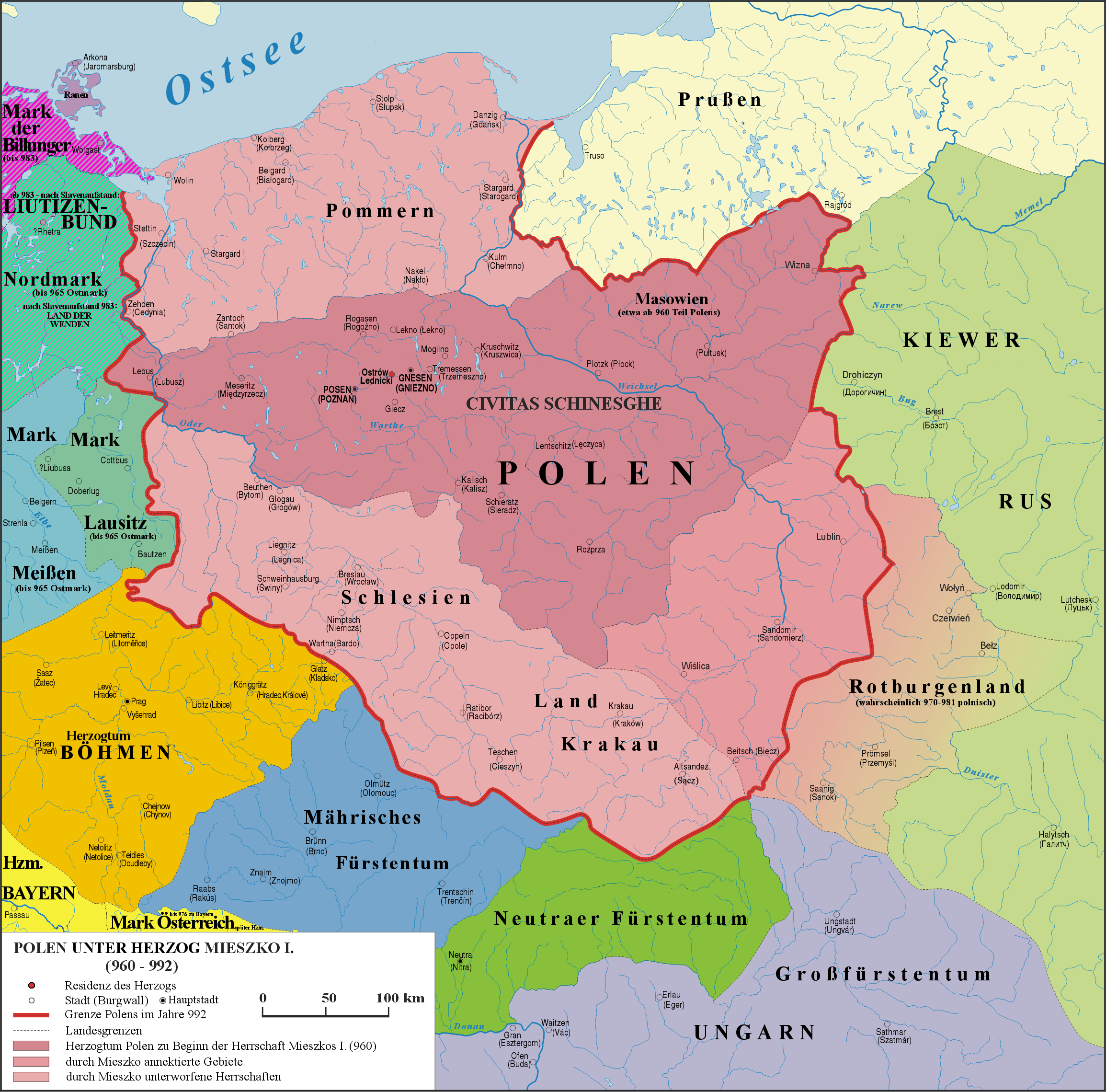
Rotburgenland zwischen Herzogtum Polen und der Kiewer Rus im 10. Jahrhundert

Das Rotburgenland oder Tscherwener Burgenland (altrussisch Grady tscherwenske, polnisch Grody czerwieńskie) war ein Gebiet auf dem Territorium des heutigen östlichen Polen und dem Westen der Ukraine, das spätestens vom 10. bis zum 14. Jahrhundert bestand.

## Name
Der Name leitet sich her von der Burg Tscherwen, die Mittelpunkt des Gebiets war. Die deutsche Bezeichnung Rotburgenland beruht auf dem Missverständnis, czerwienskie käme von polnisch czerwony rot, wie auch der Name Rus czerwona Rote Rus seit dem 15. Jahrhundert.

## Gebiet
Die Ausdehnung des Gebietes ist unklar. In den schriftlichen Quellen werden nur die Burgen Tscherwen und Przemyśl genannt.
Das Gebiet lag westlich des Bugs. Im Westen lag das Land Krakau (das spätere Herzogtum Kleinpolen). 
Das Gebiet umfasste vielleicht das spätere Chełmer Land und das Przemyśler Land.

## Geschichte
981 wird die Burg Tscherwen erstmals erwähnt, als sie mit der Burg Przemyśl vom Kiewer Fürst Wladimir I. erobert wird. 1018 wird erstmals die Bezeichnung Tscherwener Burgen verwendet, als der polnische Herzog Bolesław Chrobry das Gebiet erobert. Auch 1031 ist von Tscherwener Burgen die Rede, das der Kiewer Fürst Jaroslaw der Weise zurückerobert.
Das Gebiet gehört in der Folgezeit zu verschiedenen Fürstentümern der Kiewer Rus, wie dem Fürstentum Wolhynien, dem Fürstentum Tscherwen, dem Fürstentum Przemyśl, ab 1198 zum Fürstentum Halitsch-Wolhynien.
1240 erobert das Khaganat der Goldenen Horde das Gebiet. 1288 erscheinen die Tscherwener Burgen, 1289 die Burg Tscherwen letztmals in einer schriftlichen Quelle.
1340 erwirbt König Kasimir der Große das Gebiet für das Königreich Polen. 
Ab dem 15. Jahrhundert wird die polnische Bezeichnung Rus czerwona Rote Rus für das Gebiet der neuen Wojewodschaft Ruthenien verwendet, die das Chełmer und das Przemyśler Land, aber auch das Lemberger Land und das Halitscher Land umfasste. 